# Alfred Hansen (grosserer)
 Der er flere personer med dette navn, se Alfred Hansen.
Alfred Peter Hansen (25. maj 1829 i København – 10. november 1893 i Berlin) var en dansk ingeniør og grosserer, bror til Edmund Grut, Gustav Hansen, Harald Hansen og Octavius Hansen. Han var far til Charles Grut Hansen.
Han var ældste søn af grosserer A.N. Hansen og Eliza født Grut, blev uddannet som ingeniør i England og blev 1. januar 1859 sammen med broderen Harald optaget som kompagnon i firmaet A.N. Hansen & Co., hvor Alfred Hansen blev den mest aktive person. 1866-74 var han medlem af Sø- og Handelsretten, 1875-93 af Grosserer-Societetets komité. Han var konsul for Ecuador og blev etatsråd 1888. 1873 arvede han desuden A.N. Hansens Palæ og Øregaard, hvor han boede til sin død tyve år senere.
I Alfred Hansens ejertid drev virksomheden foruden en ris- og melmølle et betydeligt sejlskibsrederi, som især hjembragte ris fra Ostindien. 1890 brændte melmøllen, og da konjunkturerne for den type erhverv da ikke var gunstige, blev den ikke genopbygget. Derimod begyndte han at interessere sig for dampskibsrederi, og denne gren af firmaet voksede. Derudover drev firmaet i mange år et stort svineslagteri på Christianshavn med samtidig baconeksport til England, hvortil 1888 kom et svineslagteri i Helsingborg.
Hansen blev gift 22. juli 1854 i Holmens Kirke med Emmy Gotschalk (30. december 1827 i København - 7. februar 1886 i København), datter af Friedrich Gotschalk (1786-1869) og Marie Frederikke Kierulff (1791-1870).
Han er begravet på Holmens Kirkegård.